# 富士急行6000系電車
富士急行6000系電車（ふじきゅうこう6000けいでんしゃ）は、富士山麓電気鉄道（2022年3月までは富士急行）の通勤形電車である。
東日本旅客鉄道（JR東日本）で使用していた205系電車を譲り受け、JR東日本系列の東日本トランスポーテック（後のJR東日本テクノロジー）で改造を行った。

## 概要

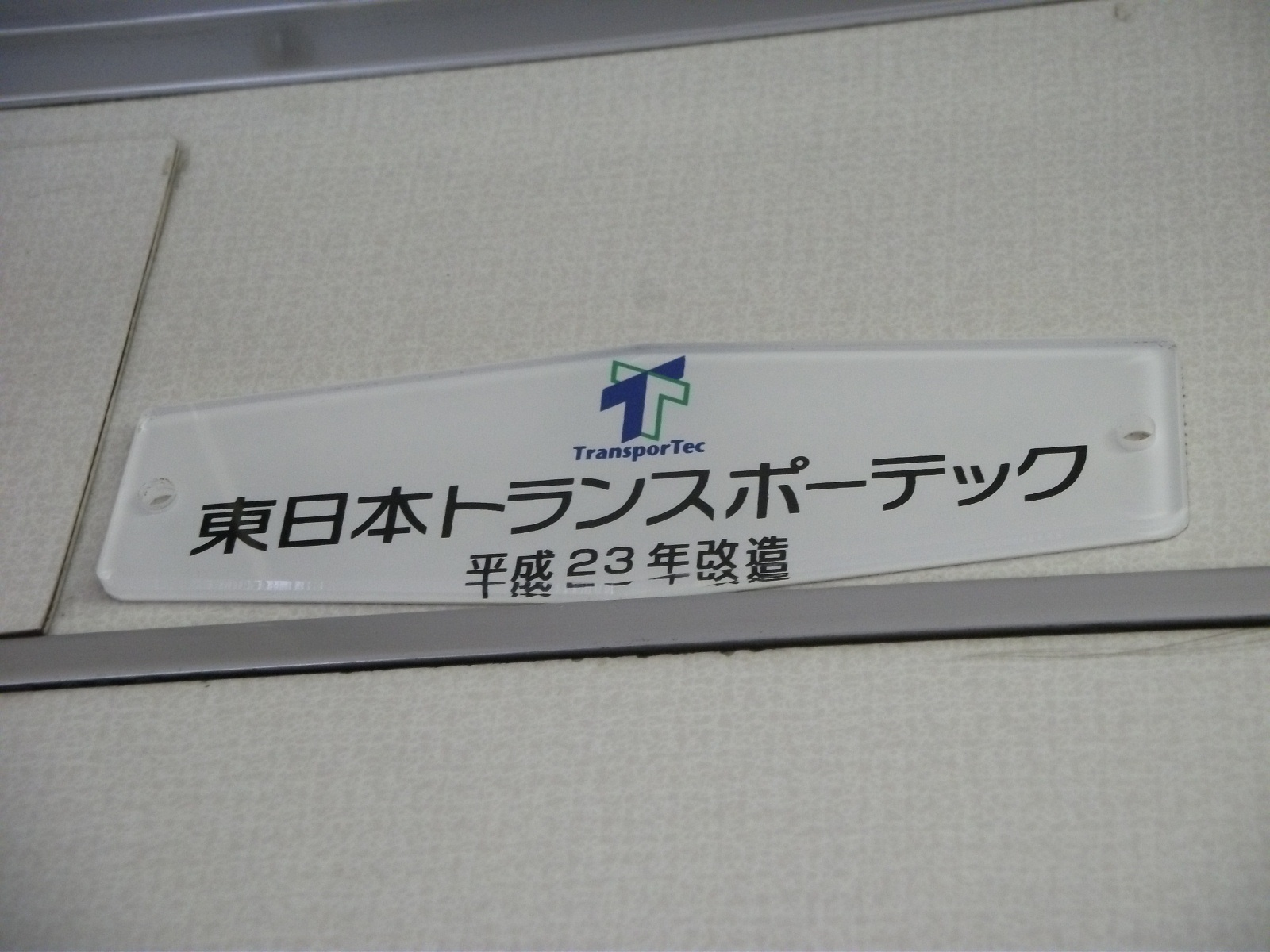
205系から改造工事を施工した際に取り付けられた東日本トランスポーテックの車内銘板

JR東日本で使用されていた205系電車を譲受し、3両編成化等の改造を施した車両である。JR東日本から地方私鉄に通勤形車両が譲渡されるのは、民営化初期に秩父鉄道に売却された101系（秩父鉄道1000系）以来2例目となる。また、富士急行が保有する普通列車用車両では初の3両編成である。2012年2月29日 に運用を開始した。「6000」の形式称号は種車となった205系が昭和60年（1985年）に登場したことに由来する。

## 番台別概説

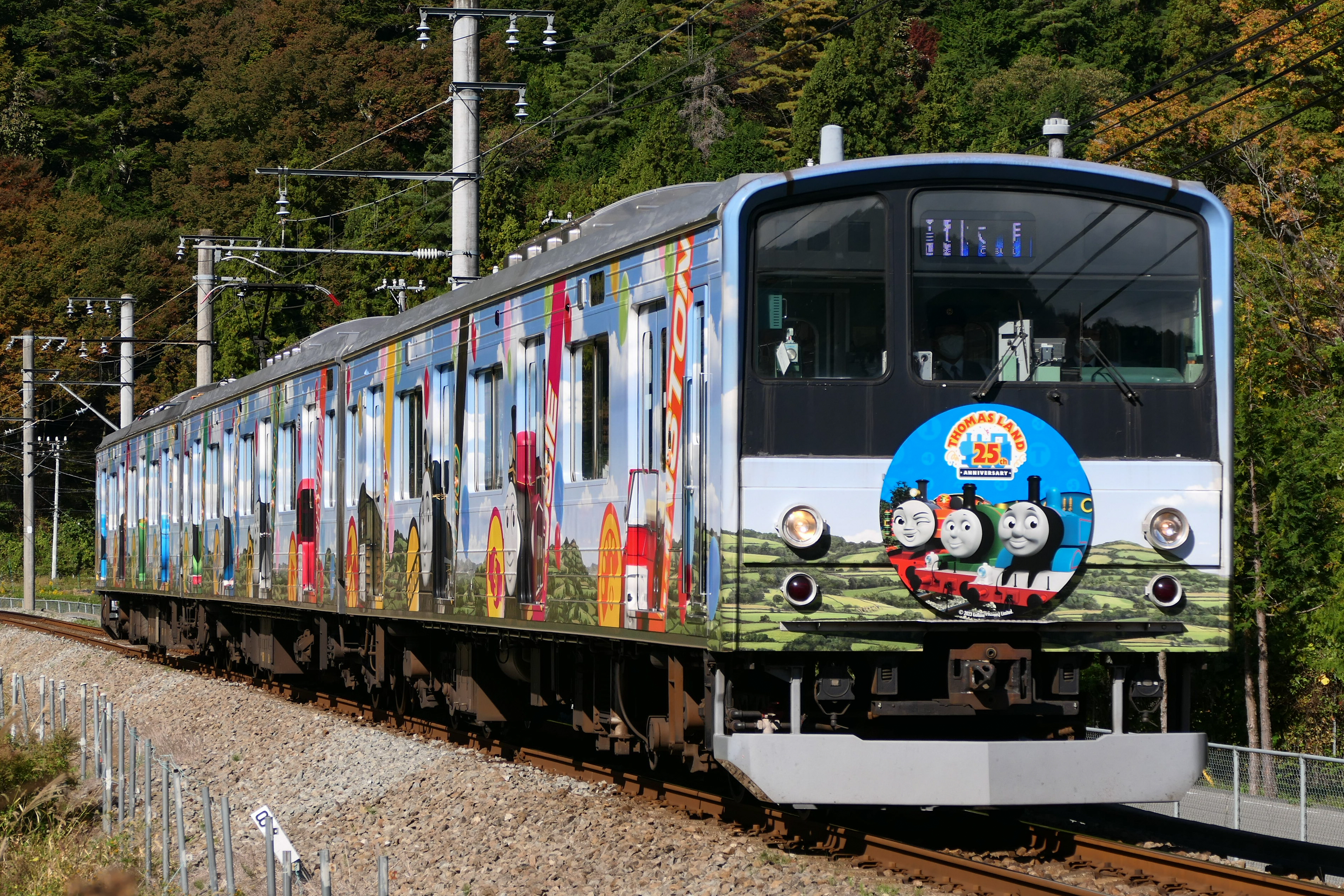
6500番台6502編成

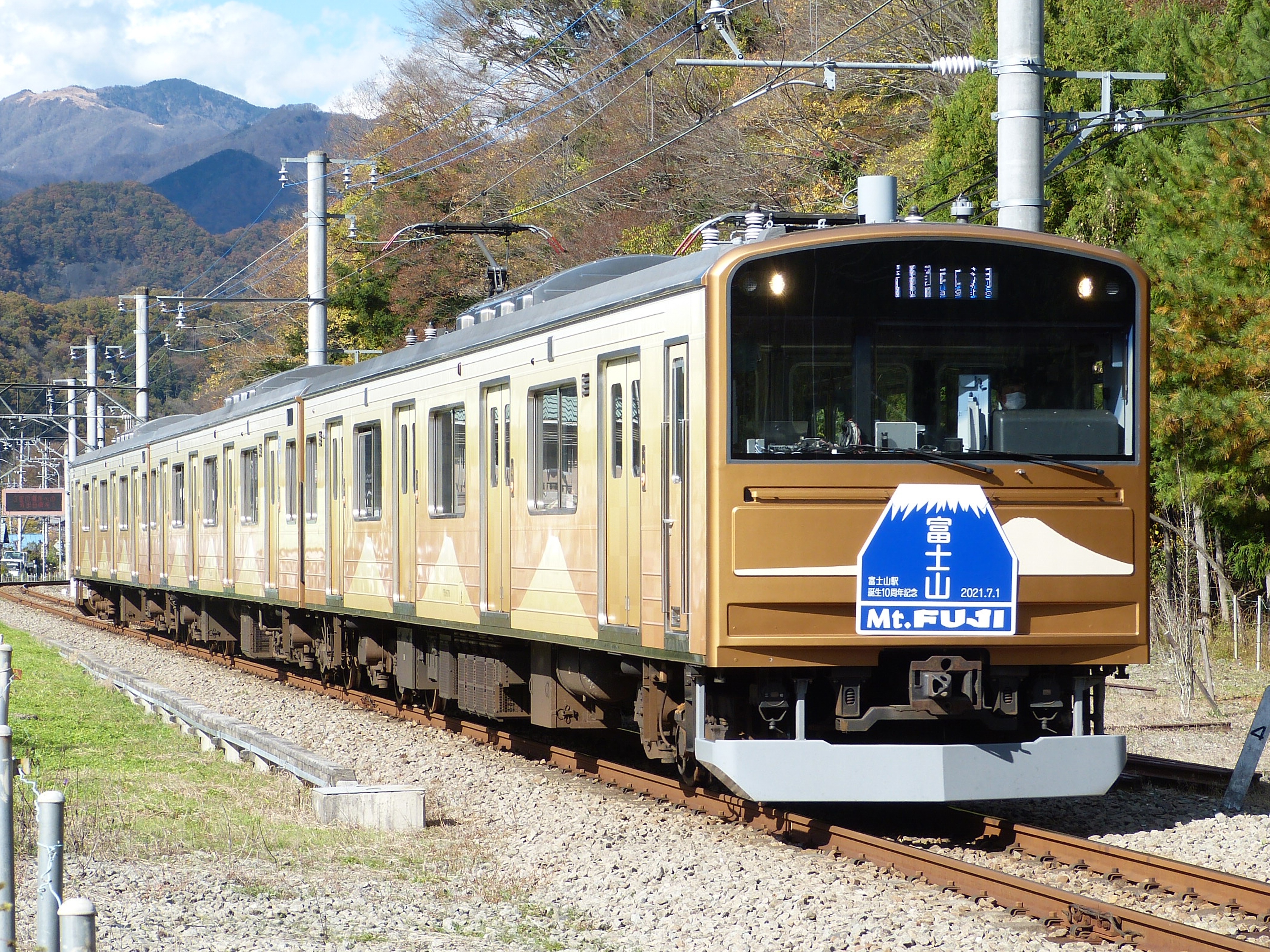
6700番台6701編成
「富士急行線開業90周年記念車両」

本系列は、JR時代からの形態差によって3つの番台に区分されている。なお6000番台・6500番台はJR東日本での205系の運転台新設改造と異なり、運転台は通常の先頭車と同じ構体を取り付ける改造が行われている。
6000番台
0番台の量産先行車を種車とする車両で、2013年までに京葉車両センターから3編成が導入された。
2段窓（いわゆる「田の字窓」）が特徴である。譲渡時に下段窓を固定する改造がされており、上段の窓のみ開けられるようになっている。
6500番台
0番台の量産車を種車とする車両で、2012年に京葉車両センターから1編成、2018年に川越車両センターから1編成が導入された。
前者はドア部の窓が小窓、後者はドア部の窓が大窓となっている。側面窓は1段下降窓。
6700番台
3000番台を種車とする車両で、2019年に川越車両センターから2編成が導入された。
前頭部形状はJR時代に先頭車化改造されたものをそのまま引き継いでいるため、6000番台および6500番台とはデザインや運転台の機器・内装の一部などが異なる。

## 改造内容

### 走行機器類
中間電動車である旧モハ205形に運転台および前面部分を余剰の制御付随車から移植して制御電動車としたほか、パンタグラフをシングルアーム式のFPS33E形に換装し、2基に増設している。
また、使用線区の気候条件に合わせてスノープラウと耐雪ブレーキの新設、床下機器の耐寒耐雪装備の追設がされている。

### 外装
前面の帯板部分は上部手すり部分を黄色の細帯.下部を富士山をイメージしたライトブルーの帯とし、中央に富士山をモチーフにしたマークと"CT"の文字が入ったロゴマークを配している。また窓下に"FUJIKYU COMMUTER TRAIN"の文字が入る。
側面のラインカラー部分はライトブルーの帯となり、客用扉間の窓下部分に"FUJIKYU COMMUTER TRAIN"の文字が配されている。また客用扉も種車のステンレス無地からライトブルーとなり、扉の窓下と各扉両側の戸袋部分に前述のロゴマークが貼られている。

### 内装

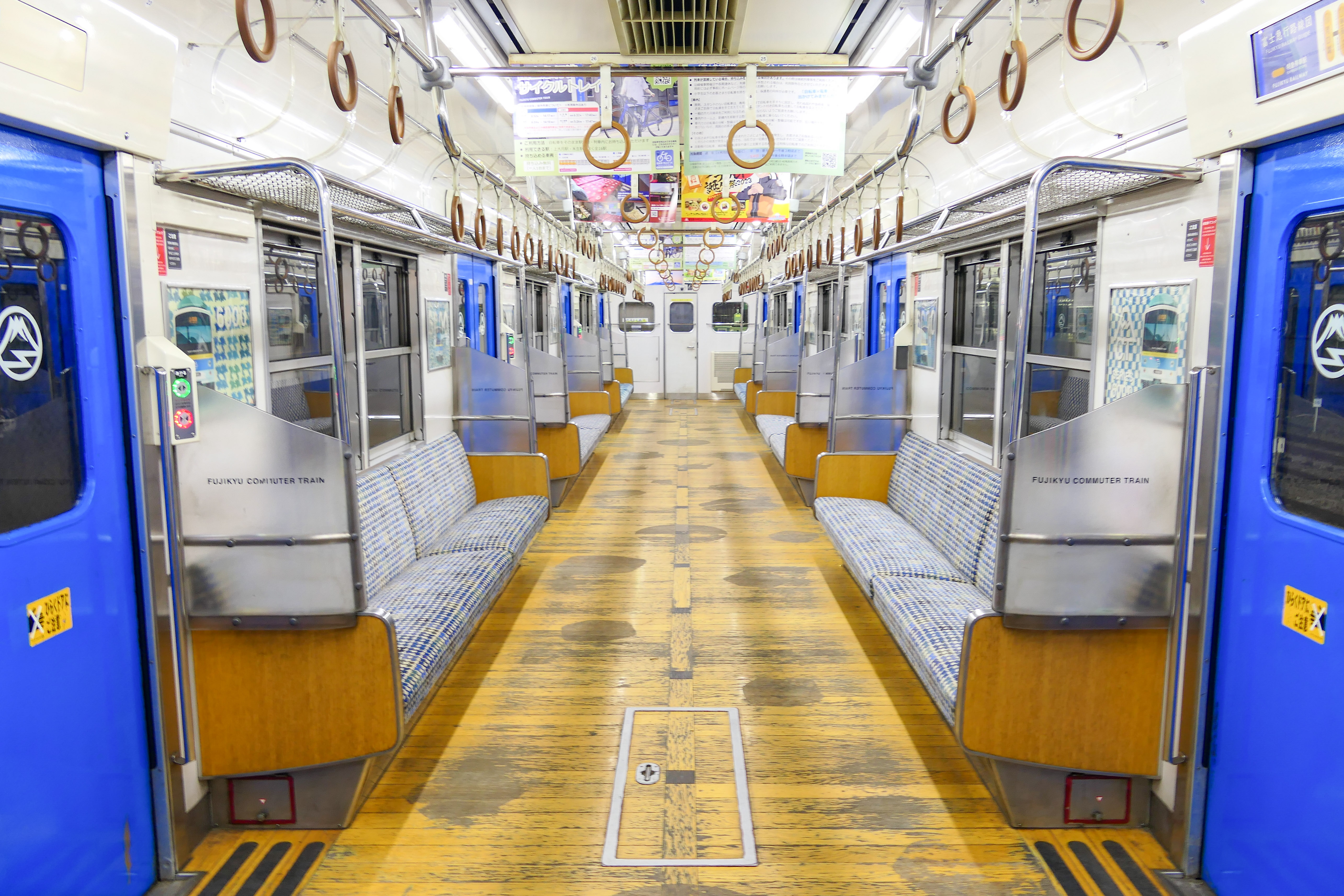
車内

内外装は1000系のリノベーション車両「富士登山電車」や下吉田駅、富士山駅のデザインを手掛けた水戸岡鋭治によるデザインとなっており、つり革や床板に木材が多用されている。
寒冷地対策として客用扉の開閉ボタンの設置、温風ヒーターの追加による室内の暖房強化がされた。また、屋根上はベンチレーターが撤去された。
自動放送装置も搭載され、日本語と英語による案内がされる。6502編成からは4ヶ国語対応のLCDも稼働している。
この他6700番台は、大型のスーツケースが置ける荷物棚が3号車（クハ6750形）の連結面側に設置されている。

## ラッピング
以下、特記が無いものは富士急ハイランドでの開催イベントに関する。
- 2016年9月15日に6501編成が「（3代目）マッターホルン号」に改装された[8][注 2]。
- 6502編成は、2018年3月21日の運行開始時から「トーマスランド20周年記念号」として運行している[9]。車内も改装され、壁面や座席モケットなど隅々までキャラクターが描かれている[9]。
- 6003編成は、2019年3月15日から「リサとガスパールトレイン」に改装して運行されている[10]。
- 6702編成は、2019年7月26日の運行開始時から「NARUTO×BORUTO 富士 木ノ葉隠れの里号」として運行している[11]。
- 6001編成は、2021年5月1日から6月20日までアイドルマスターシリーズのラッピングが車内外に施工された[12]。
- 6002編成は、2018年8月1日から9月17日までラブライブ!サンシャイン!!、2021年7月28日から9月12日までBanG Dream!のラッピングが車内外に施工される[13]。

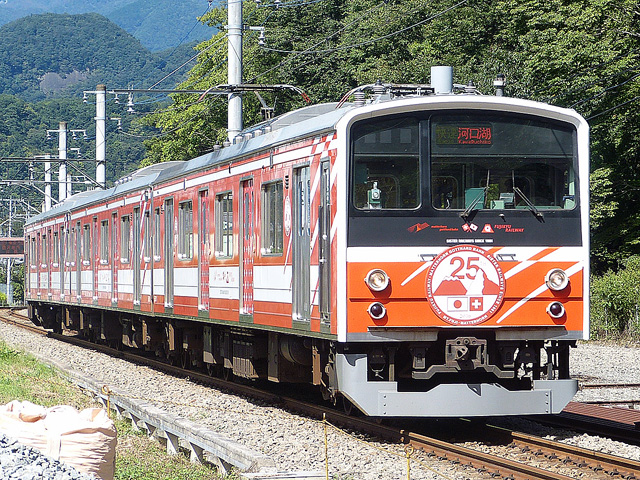
マッターホルン号
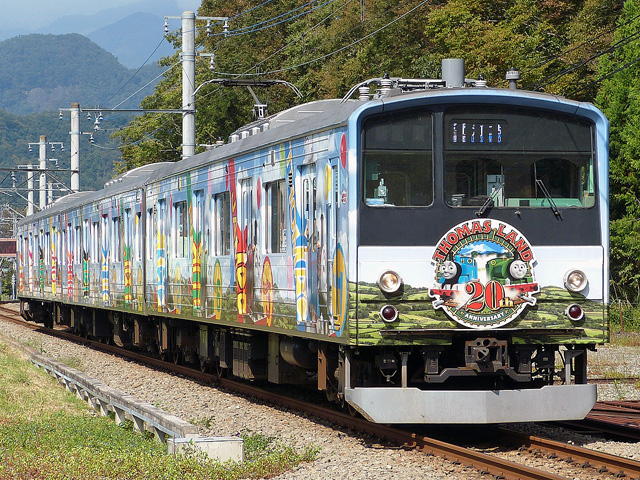
トーマスランド20周年記念号
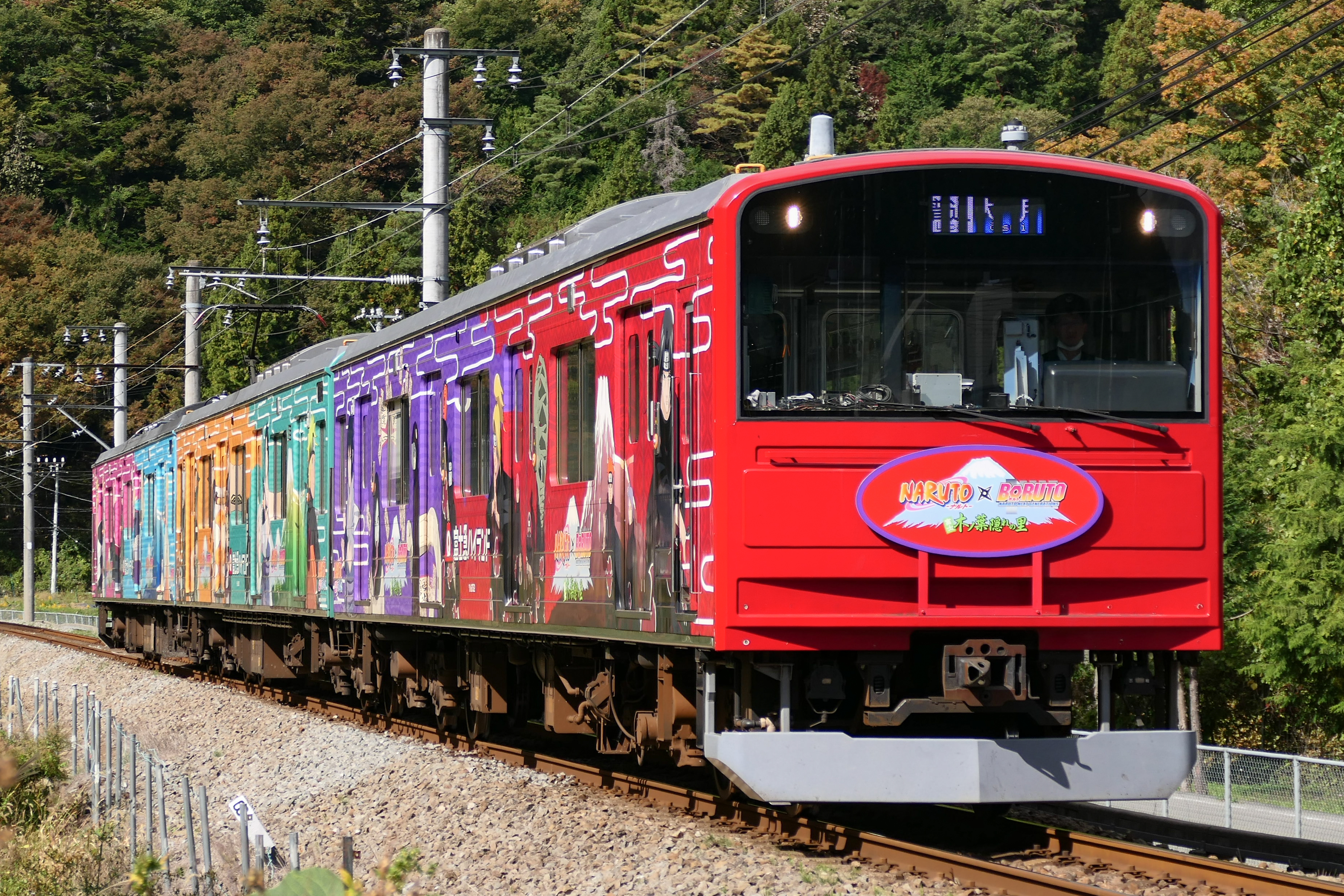
NARUTO&BORUTO 富士 木ノ葉隠れの里号
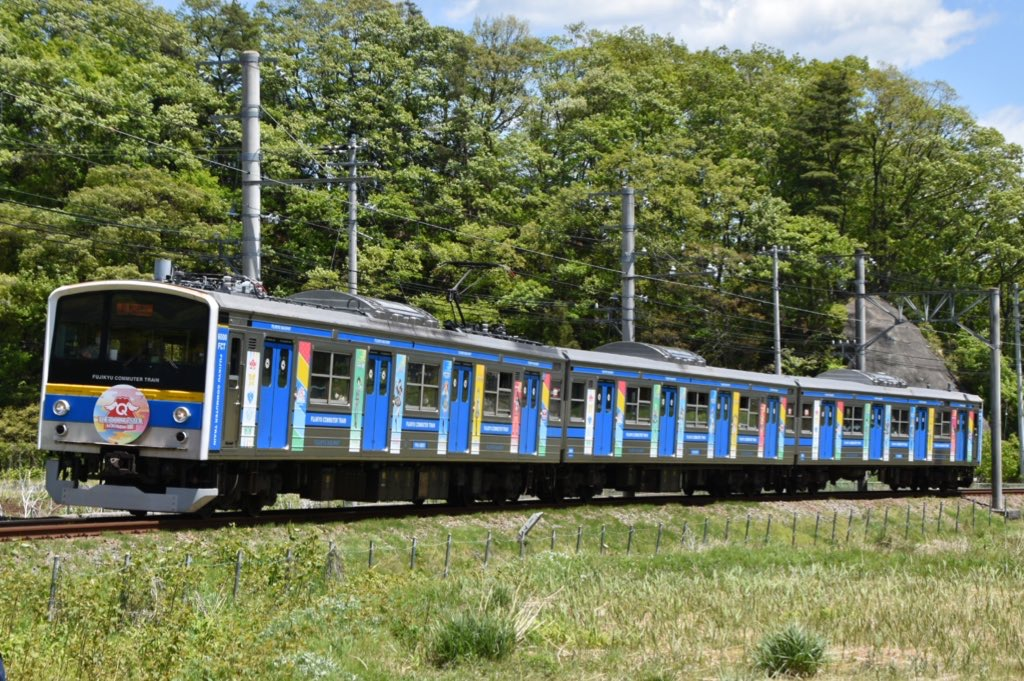
「アイドルマスター」コラボ電車

## 運用
2011年度中（2012年3月まで）に2編成、2012年度に2編成、2017年度（2018年3月）に1編成、2019年度に2編成の計7編成が導入され、1000系の一部と5000形を順次置き換えた。
2025年には元鶴見線車両2編成が追加投入される予定。

## 編成表
| 形式 | 形式           | ← 富士山河口湖・大月 →      | ← 富士山河口湖・大月 →    | ← 富士山河口湖・大月 →    | 行先表示器    | 側面窓の形状              | 営業運転開始日 | ラッピング                                              |
| 形式 | 形式           | クモハ6000形 （Mc・1号車）  | モハ6100形 （M'・2号車）  | クハ6050形 （Tc・3号車）  | 行先表示器    | 側面窓の形状              | 営業運転開始日 | ラッピング                                              |
| 機器 | 機器           | PT・Cont                    | MG・CP                    | CP                        |               |                           |                |                                                         |
| 編成 | 6501（ケヨ22） | クモハ6501 （モハ205-33）   | モハ6601 （モハ204-33）   | クハ6551 （クハ204-11）   | 三色LED       | 1段下降式                 | 2012年2月29日  | マッターホルン号 （2016年9月15日～）                    |
| 編成 | 6001（ケヨ25） | クモハ6001 （モハ205-6）    | モハ6101 （モハ204-6）    | クハ6051 （クハ204-2）    | 三色LED       | 2段窓、上段下降下段固定式 | 2012年3月18日  |                                                         |
| 編成 | 6002（ケヨ26） | クモハ6002 （モハ205-9）    | モハ6102 （モハ204-9）    | クハ6052 （クハ204-3）    | 三色LED       | 2段窓、上段下降下段固定式 | 2012年8月      |                                                         |
| 編成 | 6003（ケヨ27） | クモハ6003 （モハ205-12）   | モハ6103 （モハ204-12）   | クハ6053 （クハ204-4）    | 三色LED       | 2段窓、上段下降下段固定式 | 2013年1月      | リサとガスパールトレイン （2019年3月15日～）            |
| 編成 | 6502（ハエ28） | クモハ6502 （モハ205-287）  | モハ6602 （モハ204-287）  | クハ6552 （クハ204-107）  | フルカラーLED | 1段下降式                 | 2018年3月21日  | トーマスランド20周年記念号 （2018年3月21日～）          |
| 編成 | 6701（ハエ85） | クモハ6701 （モハ205-3005） | モハ6801 （モハ204-3005） | クハ6751 （クハ204-3005） | フルカラーLED | 1段下降式                 | 2019年6月22日  | 富士急行線開業90周年記念車両 （2019年6月22日～）        |
| 編成 | 6702（ハエ81） | クモハ6702 （モハ205-3001） | モハ6802 （モハ204-3001） | クハ6752 （クハ204-3001） | フルカラーLED | 1段下降式                 | 2019年7月26日  | NARUTO×BORUTO 富士 木ノ葉隠れの里号 （2019年7月26日～） |

- （）内はJR時代の車両番号もしくは編成番号
- MG：補助電源装置
- Cont：界磁添加励磁制御装置
- CP：空気圧縮機
- PT：パンタグラフ